# Epidermolysis bullosa junctionalis
Die Epidermolysis bullosa junctionalis (EBJ) ist eine Form der Epidermolysis bullosa mit Spaltbildung zwischen der Epidermis und der Dermis in Höhe der Lamina lucida, eines Teiles der Basalmembran.
Synonyme sind: EBJ; Epidermolysis bullosa atrophicans; JEB

## Einteilung
Die Klassifikation erfolgt derzeit in folgende drei Hauptgruppen:
- EBJ Herlitz, Synonyme: Epidermolysis bullosa junctionalis, Typ Herlitz-Pearson; JEB-H, schwerere Verlaufsform[3][4]
- EBJ non-Herlitz, Synonyme: Epidermolysis bullosa junctionalis JEB-non-Herlitz; JEB nH[5][6]
  - umschriebene Form[7]
  - generalisierte Form, Synonyme: Epidermolysis bullosa atrophicans generalisata mitis; Epidermolysis bullosa, atrophische benigne generalisierte; Epidermolysis bullosa, junktionale, Typ Disentis; GABEB[8]

Ferner gibt es seltene Formen der junktionalen EB:
- Epidermolysis bullosa junctionalis mit Pylorusatresie (JEB-PA)[9]
- Epidermolysis bullosa junctionalis mit Hypakusis[10]
- Epidermolysis bullosa dystrophica praetibialis, Synonym: DEBD-Pt[11][12]
- Epidermolysis bullosa junctionalis inversa, Synonyme: REBD-I, EB dystrophica inversa[13][14][15]

## Verbreitung
Die Häufigkeit wird mit 1 zu 450.000 in den USA bzw. mit unter 1 zu 1.000.000 sowie mit 1 zu 260.000 Lebendgeburten in Italien angegeben, die Vererbung erfolgt autosomal-rezessiv.

## Ursache
Der Erkrankung liegen Mutationen in verschiedenen Genen, u. a. COL17A1, ITGA6, ITGB4, LAMA3, LAMB3 und LAMC2 zugrunde.

## Klinische Erscheinungen
Gemeinsame klinische Kriterien sind:
- Zahnschmelz-Hypoplasie mit Defekten an der Zahnoberfläche
- Abheilung der Blasen mit Narben, Granulationsgewebe und Nageldystrophie
- Hinzu können angeborenes Fehlen der Haut und fortschreitender Haarverlust kommen
- Regelmäßige Mitbeteiligung der Schleimhaut